# 368
368 је била преступна година.

## Догађаји
- Пролеће – Цар Валентинијан I и његов осмогодишњи син Грацијан прелазе Рајну са војском на алеманску територију. Побеђује Алемане и спаљује залихе хране дуж границе. Привремени мир је потписан са Макријаном, краљем Букинобанта, и Валентинијан се враћа у своју престоницу Аугусту Треверорум (данас Трир).
- Велика завера: Пикти, Гели и Саксонци стижу до римског Лондона и пљачкају град. Теодосије, генерал (Comes Britanniarum), послат је са помоћним снагама у Британију. Маршира из Ричбороа, Кент, да се обрачуна са освајачима.
- Зима – Варвари су потиснути назад у своје домовине, Хадријанов зид је поново освојен и ред се враћа у римску дијецезу. Теодосије реорганизује напуштене тврђаве и организује казнене експедиције у Хибернији (Ирска).
- Земљотрес погађа град Никеју (данас Турска).

## Смрти
- Википедија:Непознат датум — Преподобни Теодор Освештани - хришћански светитељ.
- Википедија:Непознат датум — Кесарије Назијански - римски физичар и политичар